# Tanske, Babanka
Tanske (în ucraineană Танське) este o comună în raionul Babanka, regiunea Cerkasî, Ucraina, formată numai din satul de reședință.

## Demografie
Componența lingvistică a comunei Tanske
     Ucraineană (98,06%)
     Rusă (1,84%)
Conform recensământului din 2001, majoritatea populației comunei Tanske era vorbitoare de ucraineană (98,06%), existând în minoritate și vorbitori de rusă (1,84%).